# Dunthorpe, Oregon
Dunthorpe là một khu ngoại ô chưa hợp nhất của Portland, Oregon, Hoa Kỳ. Nó nằm ở ngay phía nam ranh giới thành phố Portland và ở phía bắc đường ranh giới Quận Multnomah và Quận Clackamas trên bờ tây sông Willamette. Cao đẳng Lewis & Clark và Lake Oswego ở gần đó.

## Lịch sử
Là một cộng đồng, Dunthorpe có lịch sử bắt đầu từ Trường Tiểu học Riverdale. Đầu thập niên 1990, Lập pháp Oregon ra sắc lệnh rằng tất cả các học khu phải có cả trường tiểu học và trung học, và trông mong các học khu nhỏ hơn như Riverdale nhập vào học khu khác. Trong lúc trường tiểu học cổ được mua lại và tân trang để sử dụng làm Trường Trung học Riverdale, các học sinh trung học được đưa bằng xe buýt đến Đại học Marylhurst lân cận trong thành phố West Linn lân cận để học. Học khu đã thuê mướn chỗ giảng dạy cho học sinh trung học.

## Cư dân nổi tiếng
- Danny Ainge có một ngôi nhà tại Dunthorpe
- Clyde Drexler có một ngôi nhà tại Dunthorpe
- Danny Glover mua một ngôi nhà trị giá 1,3 triệu đô la vào năm 1999
- Linus Torvalds có một ngôi nhà tại Dunthorpe
- Rasheed Wallace có một ngôi nhà tại Dunthorpe, mua với giá 4 triệu đô la vào năm 2000